# Cima Valdès
Die Cima Valdès ist ein 1578 m s.l.m. hoher Berg in den Gardaseebergen im Trentino (Italien), zwischen dem Ledrotal im Süden und dem Val Gamella im Norden.

## Lage
Der Berg ist die höchste Erhebung der Rocchetta-Gruppe und liegt am nordwestlichen Rand der Gruppe, eingebettet zwischen dem östlich verlaufenden Val Vasotina und dem westlich gelegenen Val Giumella, zwei von der Ortschaft Biacesa nördlich verlaufenden Seitentälern des Ledrotals. Nordwestlich liegt der 1410 m hohe Sattel der Bocca Giumella, der die Cima Valdès von der westlich gelegenen Cima d’Oro (1802 m) abgrenzt. Von der Cima Valdès verläuft der Bergrücken der Gruppe in nordöstlicher Richtung zur Cima Giochello (1540 m), um dann in südlicher Richtung das Val Vasotina zu umrunden, bevor er über die Grotta Dazi (1301 m) und die Cima Rocca (1089 m) an Höhe verliert und anschließend in südöstlicher Richtung über die Cima Capi (909 m) steil zum Gardasee abfällt.

## Beschreibung
Der Gipfel besteht aus einer Doppelspitze, der an seiner Westseite zum Val Giumella mit Gras bewachsen ist. An der Ost- und Südseite fällt er dagegen felsig zum Val Vasotina ab. Die Nordseite ist von Rotbuchenwald bedeckt, der vom Val Gamella bis fast bis zum Gipfel reicht. Die Cima Valdès liegt am östlichen Rand des Natura-2000-Schutzgebietes Crinale Pichea–Rocchetta (WDPA-ID 555580424). Die Cima Valdès besteht, wie die übrige Rocchetta-Gruppe, aus Sedimentgestein aus dem Lias.
Während des Ersten Weltkrieges verlief über die Cima Valdès die sogenannte die Tiroler Widerstandslinie der österreichisch-ungarischen Armee. Sie setzte sich aus Schützengräben und kavernierten Stellungen zusammen und unterstand dem Kommando des Festungskommandanten von Riva, k.u.k. Generalmajor Anton Schiesser. Am zur Bocca Giumella abfallenden Kamm waren zudem einige betonierte Stellungen errichtet worden. Der Linie waren südlich einige Feldwachen und Schützengräben vorgelagert, die im Bereich des Val Giumella im Verlauf des Krieges von italienischen Patrouillen angegriffen wurden. An der Nordseite des Kammes lagen geschützt Unterkunfts- und Lagerbaracken.

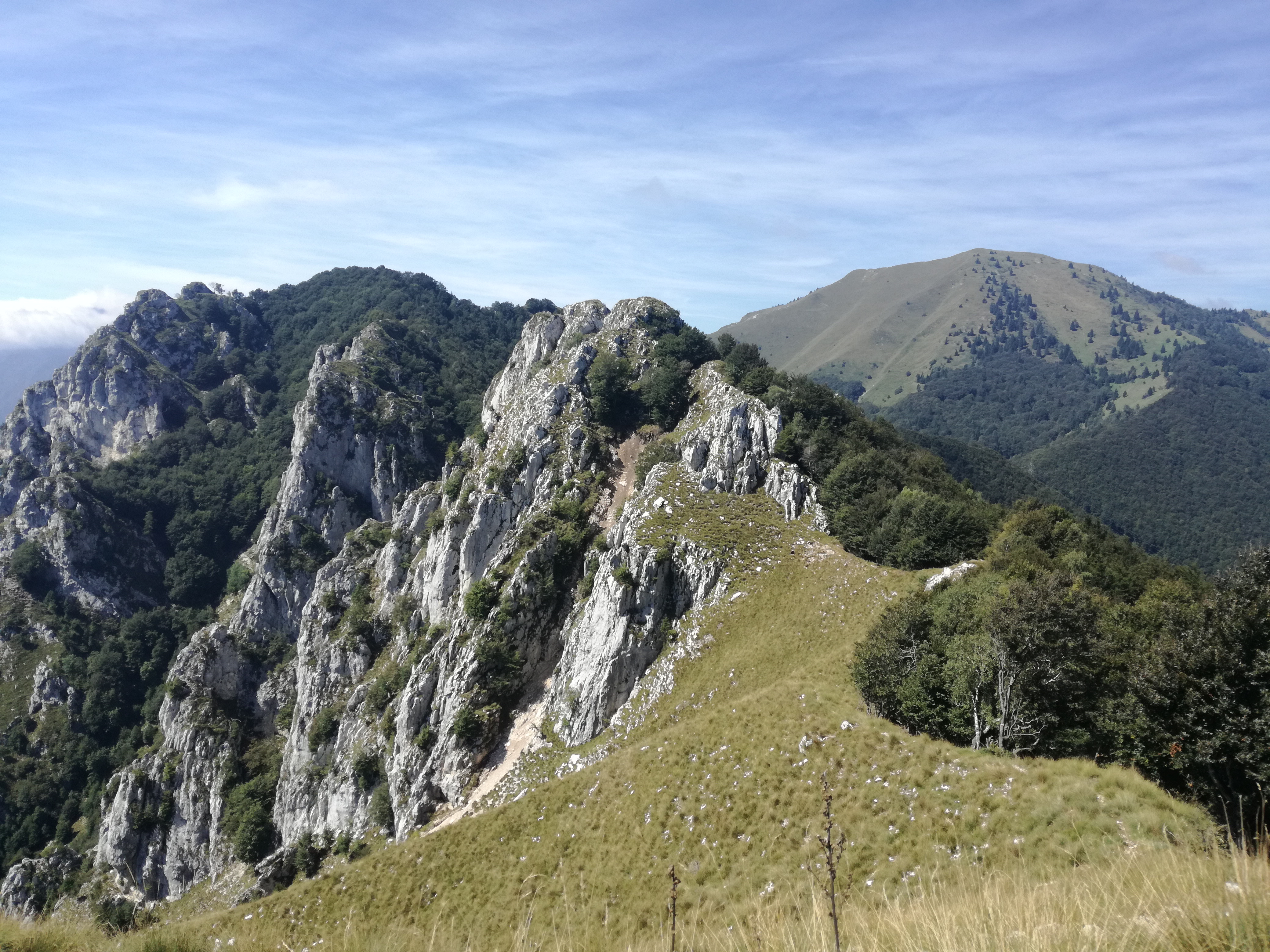
Kamm zwischen Cima Giochello und Cima Valdes, rechts im Hintergrund die Cima d’Oro
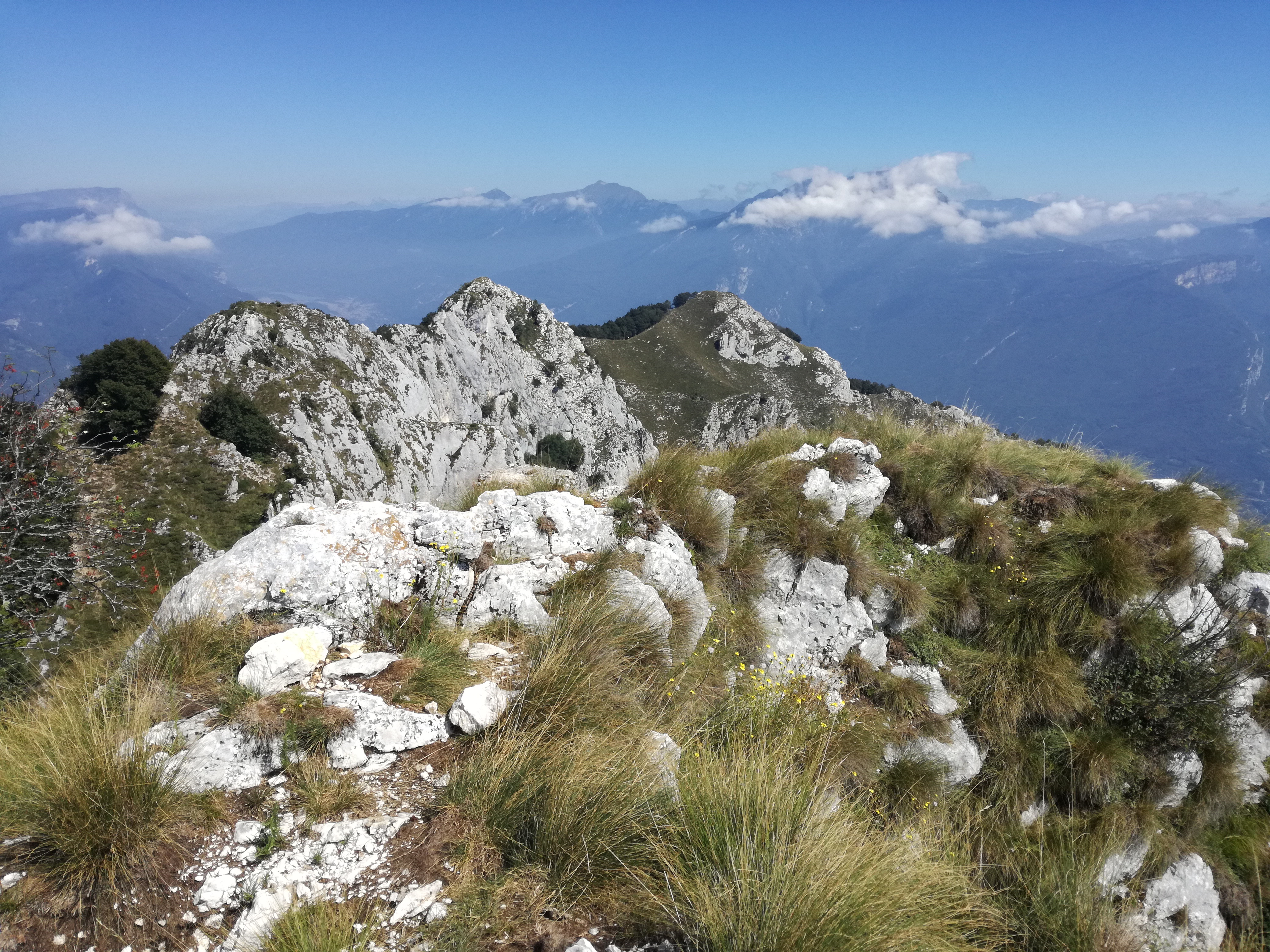
Blick von der Cima Valdes auf die Cima Giochello, im Hintergrund in Wolken der Monte Stivo
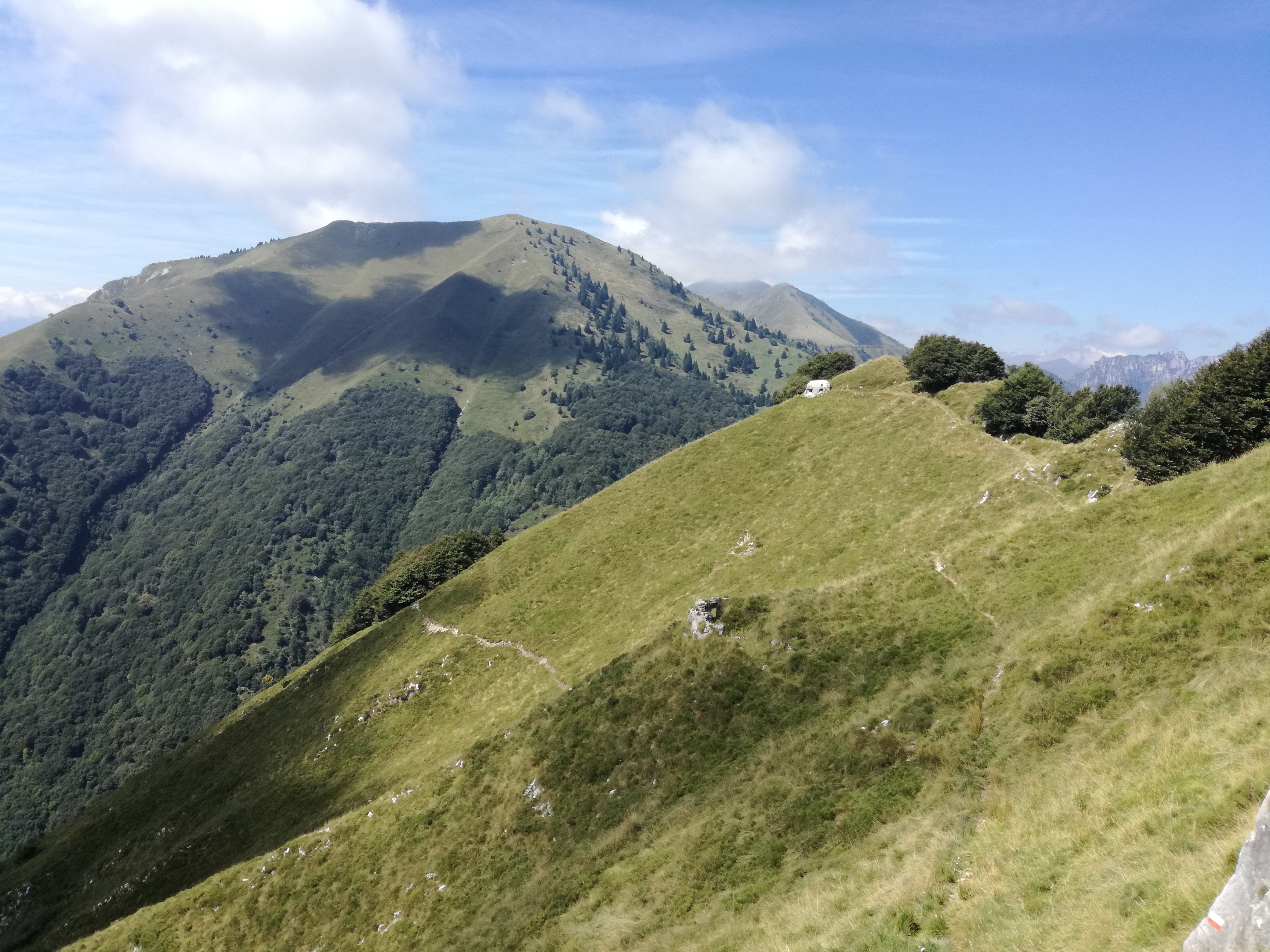
Der zur Bocca Giumella abfallende Kamm mit Stellungsresten, im Hintergrund von links nach rechts die Cima d’Oro, die Cima Pari und die Mazza di Pichea